# Landschaftsschutzgebiet Gut Hausen

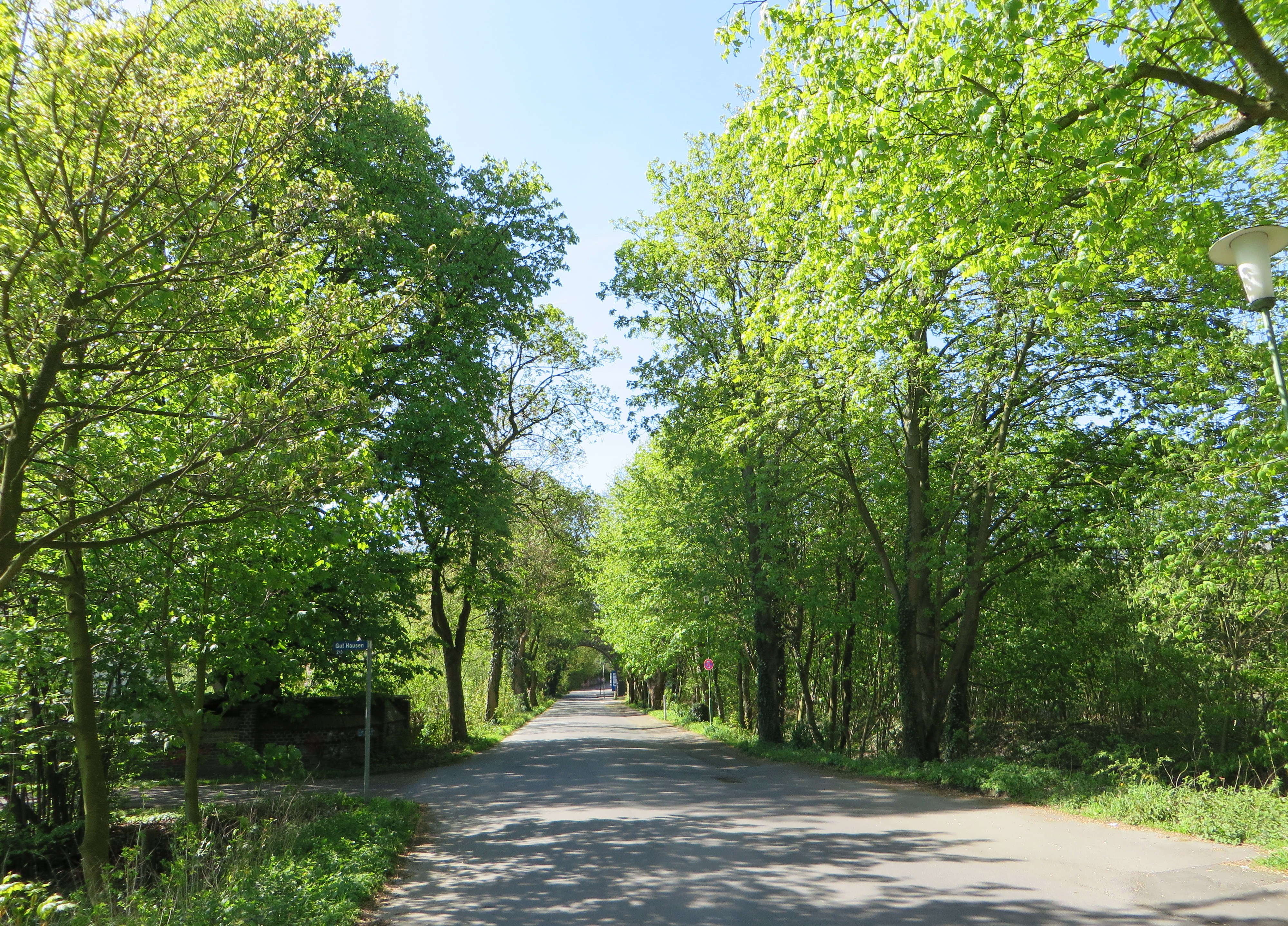
Landschaftsschutzgebiet Gut Hausen

Das Landschaftsschutzgebiet Gut Hausen mit einer Flächengröße von 52,93 ha befindet sich auf dem Gebiet der kreisfreien Stadt Hagen in Nordrhein-Westfalen. Das Landschaftsschutzgebiet (LSG) wurde 1994 mit dem Landschaftsplan der Stadt Hagen vom Stadtrat von Hagen ausgewiesen.

## Beschreibung
Das LSG wird durch die A 1 geteilt. Im Norden ist im westlichen Bereich das Naturschutzgebiet Kaisbergaue, dann folgt die B 54 und die Volme als Grenze vom Schutzgebiet. Im Süden liegt eine Bahntrasse und im westlichen Bereich ein Industriegebiet. Im Westen liegt das Landschaftsschutzgebiet Werdringen/Kaisberg.
Es handelt sich teilweise um landwirtschaftlich genutzte Flächen in den Flussauen von Ruhr und Volme und um den Mündungsbereich der Volme in die Ruhr.

## Schutzzweck
Laut Landschaftsplan erfolgte die Ausweisung „zur Erhaltung und Wiederherstellung der Leistungsfähigkeit des Naturhaushaltes, insbesondere im Bereich der Volmemündung“.